# 2017年モナコグランプリ
2017年モナコグランプリ (2017 Monaco Grand Prix) は、2017年のF1世界選手権第6戦として、2017年5月28日にモンテカルロ市街地コースで開催された。
正式名称は「FORMULA 1 GRAND PRIX DE MONACO 2017」。

## レース前
このレースでピレリが供給するドライタイヤのコンパウンドは、ウルトラソフト、スーパーソフト、ソフトの3種類。なお、このレースからドライバー側でのタイヤセットの選択が可能になる。
フェルナンド・アロンソはインディ500参戦のため欠場。前年をもってF1を引退したジェンソン・バトンが代走を務める。
ストフェル・バンドーンは前戦スペインGP決勝でのアクシデントのため、3グリッド降格が決定している。
開催を前に、スイミングプールのシケイン部分に大きなイエローの縁石が設置された。また、コーナー出口のバリア手前3メートルまで小さなスピードバンプが設置された。

## フリー走行
開催日時は現地時間 (UTC+2、以下同じ）。

### 1回目
2017年5月25日 10:00
気温20度、路面温度28度、曇天のドライコンディション。これまでTウイングを使用していなかったレッドブル、フォース・インディア、ルノーもTウイングを装着してドライブした。これにより、全チームがTウイングを使用することになった。トップタイムはルイス・ハミルトン(1:13.425)で、2006年にキミ・ライコネン（当時マクラーレン）が記録した最速タイム(1:13.532)を早くも上回った。ニコ・ヒュルケンベルグはエナジーストア(ES)、マーカス・エリクソンはギアボックスのトラブルでタイムを記録できなかった。

### 2回目
2017年5月25日 14:00
気温21度、路面温度40度、雲が低く垂れ込む隙間から太陽が降り注ぐドライコンディション。開始10分にジョリオン・パーマーのエンジンから白煙が上がり、ポルティエでストップ。53分にランス・ストロールがターン3でクラッシュしたため赤旗中断。ストロールはこのクラッシュについて「PlayStationでも同じところで苦労している」と語っている。ストロールのマシンが撤去され15時に再開された。その後は各車ともウルトラソフトで順調に周回を重ねた。トップタイムはセバスチャン・ベッテル(1:12.720)で、1回目のハミルトンのタイムをさらに上回った。セッション終了後、ホンダはジェンソン・バトンのMGU-Hに問題を発見し、MGU-Hとターボチャージャー(TC)の交換を行った。両方とも5基目となるため、15グリッド降格が決まった。

### 3回目
2017年5月27日 11:00
1日おいて行われたフリー走行3回目は気温24.7度、路面温度35.8度、晴天のドライコンディションとなった。フェラーリが好調で、ベッテルが1分12秒395でトップタイム、ライコネンが0.345秒差で2位となった。残り8分でエステバン・オコンがスイミングプールでクラッシュしたため、バーチャルセーフティカーが導入された。

## 予選
2017年5月27日 14:00
ライコネンが2008年フランスグランプリ以来、9年ぶりのポールポジションを獲得した。

### 経過
気温25度、路面温度53度、快晴のドライコンディションで行われた。
Q1
フェラーリ勢は開始1分以上前にピット出口に並び待機、レッドブル勢とトロ・ロッソ勢は3分が過ぎたところでコースインと、クリアラップを取るための対策を行った。FP3でクラッシュしマシンを修復したオコンは8分が過ぎたところでようやくコースインした。フリー走行でウルトラソフトタイヤでもデグラデーションがほとんどなかったことから、全車ウルトラソフトで周回を重ねつつ連続アタックを行う。レッドブルやフェラーリがトップタイムを出す中、メルセデスはタイヤの扱いに苦心し、特にハミルトンは「リアがオーバーヒートしている」と訴えタイムが伸びない。残り5分、ロマン・グロージャンがミラボーでスピンを喫するが、スピンターンでコースに復帰。この頃までに上位勢はアタックをやめてピットイン。トップタイムはマックス・フェルスタッペンが記録し、フェラーリ勢が続いた。ハミルトンは10位に終わる。マクラーレンはバンドーンが6位、バトンが11位と好タイムを出した。ザウバーはヌーベルシケインでコースオフしたパスカル・ウェーレインと左リアがパンクしたマーカス・エリクソンが揃ってQ1敗退となった。
Q2
ハミルトンは依然としてタイヤに苦しみ、あわやクラッシュという場面もあった。グロージャンはターン1で曲がれなかったが、Q1同様スピンターンで復帰した。フェラーリ勢は1-2のタイムを出し、早々とピットへ戻った。メルセデス勢は2度目のアタックに賭け、ボッタスは4位となったが、ハミルトンがアタックしている最中にバンドーンがターン15イン側のガードレールにヒット、右フロントサスペンションが壊れたマシンはそのままターン16でクラッシュしたためタイムを出せず、Q2敗退となった。なお、バンドーンはバトンと10位以内に入り、マクラーレンは2017年シーズン初の両者Q3進出となった。
Q3
Q2でクラッシュを喫したバンドーンを除いた9台で行われた。1回目のアタックでライコネンが1分12秒296でトップに立ち、ダニエル・リカルド、ベッテル、ボッタス、フェルスタッペンが続く。残り4分で上位勢が2回目のアタックに向かう。ライコネンが自己ベストを更新して首位をキープ、ベッテルは僅かに0.043秒届かず2位となったが、フェラーリ勢がフロントローを独占した。ボッタスはライコネンと0.045秒で3位、フェルスタッペン、リカルドが続いた。バトンは9位に終わり、15グリッド降格が決まっているため最後尾スタートとなった。

### 結果
| Pos.                | No. | ドライバー                 | コンストラクター                | Q1       | Q2       | Q3       | Grid |
| ------------------- | --- | -------------------------- | ------------------------------- | -------- | -------- | -------- | ---- |
| 1                   | 7   | キミ・ライコネン           | フェラーリ                      | 1:13.117 | 1:12.231 | 1:12.178 | 1    |
| 2                   | 5   | セバスチャン・ベッテル     | フェラーリ                      | 1:13.090 | 1:12.449 | 1:12.221 | 2    |
| 3                   | 77  | バルテリ・ボッタス         | メルセデス                      | 1:13.325 | 1:12.901 | 1:12.223 | 3    |
| 4                   | 33  | マックス・フェルスタッペン | レッドブル-タグ・ホイヤー       | 1:13.078 | 1:12.697 | 1:12.496 | 4    |
| 5                   | 3   | ダニエル・リカルド         | レッドブル-タグ・ホイヤー       | 1:13.219 | 1:13.011 | 1:12.998 | 5    |
| 6                   | 55  | カルロス・サインツ         | トロ・ロッソ                    | 1:13.526 | 1:13.397 | 1:13.162 | 6    |
| 7                   | 11  | セルジオ・ペレス           | フォース・インディア-メルセデス | 1:13.530 | 1:13.430 | 1:13.329 | 7    |
| 8                   | 8   | ロマン・グロージャン       | ハース-フェラーリ               | 1:13.786 | 1:13.203 | 1:13.349 | 8    |
| 9                   | 22  | ジェンソン・バトン         | マクラーレン-ホンダ             | 1:13.723 | 1:13.453 | 1:13.613 | PL 2 |
| 10                  | 2   | ストフェル・バンドーン     | マクラーレン-ホンダ             | 1:13.476 | 1:13.249 | no time  | 12 1 |
| 11                  | 26  | ダニール・クビアト         | トロ・ロッソ                    | 1:13.899 | 1:13.516 |          | 9    |
| 12                  | 27  | ニコ・ヒュルケンベルグ     | ルノー                          | 1:13.787 | 1:13.628 |          | 10   |
| 13                  | 20  | ケビン・マグヌッセン       | ハース-フェラーリ               | 1:13.531 | 1:13.959 |          | 11   |
| 14                  | 44  | ルイス・ハミルトン         | メルセデス                      | 1:13.640 | 1:14.106 |          | 13   |
| 15                  | 19  | フェリペ・マッサ           | ウィリアムズ-メルセデス         | 1:13.796 | 1:20.529 |          | 14   |
| 16                  | 31  | エステバン・オコン         | フォース・インディア-メルセデス | 1:14.101 |          |          | 15   |
| 17                  | 30  | ジョリオン・パーマー       | ルノー                          | 1:14.696 |          |          | 16   |
| 18                  | 18  | ランス・ストロール         | ウィリアムズ-メルセデス         | 1:14.893 |          |          | 17   |
| 19                  | 94  | パスカル・ウェーレイン     | ザウバー-フェラーリ             | 1:15.159 |          |          | 18   |
| 20                  | 9   | マーカス・エリクソン       | ザウバー-フェラーリ             | 1:15.276 |          |          | 19 3 |
| 107% time: 1:18.193 |     |                            |                                 |          |          |          |      |
| ソース              |     |                            |                                 |          |          |          |      |

追記
- ^1 - バンドーンは前戦スペインGP決勝でのアクシデントのため3グリッド降格[4][5]
- ^2 - バトンは5基目[14]のMGU-Hとターボチャージャーに交換したため15グリッド降格[15][20]。予選後にセッティングを変更したため、決勝はピットレーンからスタートとなった[21][22]
- ^3 - エリクソンは予選後にギアボックスを交換したため5グリッド降格となったが順位変動なし[23]

## 決勝
2017年5月28日 14:00
ベッテルがピットストップでライコネンを抜き今シーズン3勝目。フェラーリが2010年ドイツグランプリ以来7年ぶりのワン・ツー・フィニッシュを飾った。フェラーリのモナコグランプリにおける勝利は2001年以来16年ぶり9回目。ベッテルは2011年以来6年ぶり2回目のモナコグランプリ制覇。メルセデスが表彰台に立てなかったのは2016年スペイングランプリ以来である。

### 展開
気温25度、路面温度49度、快晴のドライコンディション。バトンは予選後にセッティングを変更したため、ピットレーンからのスタートとなった。
スタートは各車とも無難に決めて、上位陣は順位の変更はなかった。ハミルトンはバンドーンを1コーナーで抜き12位に上がる。バトンとウェーレインは1周でタイヤ交換してタイヤ交換義務を終えるが、ウェーレインはアンセーフリリースと判断され5秒加算ペナルティが科された。
16周目、ニコ・ヒュルケンベルグがギアボックストラブルで白煙を上げリタイア。セルジオ・ペレスはスタート直後にダメージを負ったノーズをタイヤとともに交換した。
32周目にフェルスタッペンが、33周目にボッタスがタイヤを交換する。両者とも中団グループに引っかかってしまい、ステイアウトしていたリカルドが38周目にタイヤ交換を行い2人を逆転して3位に浮上した。先頭を走るフェラーリ勢もライコネンが34周目にタイヤ交換を行い、リカルド同様ステイアウトしていたベッテルがファステストラップを連発し39周目にピットイン。ライコネンの前に出てオーバーカットに成功した。ハミルトンは46周目までステイアウトし続け、タイヤ交換を終えて6位まで浮上した。サンデボーテ出口の路面が剥がれ始めた影響で、既にタイヤ交換を終えていたオコンとケビン・マグヌッセンの左リアタイヤがパンクしてしまい、さらなるピットインを余儀なくされた。
50周目を過ぎるとフェラーリ勢のペースが落ち始め、リカルドがライコネンに接近してくる。60周目にポルティエでバトンがウェーレインと接触、ウェーレインのマシンは横倒しになりクラッシュ。バトンもリタイアした。この事故処理のためセーフティカーが導入された。フェルスタッペンはここでウルトラソフトに交換する。セーフティカー走行中の64周目、エリクソンがサンデボーテのバリアにまっすぐ突っ込みリタイア。ザウバーは2台ともリタイアに終わった。
67周目にレースは再開され、上位勢の順位は変わらなかった。入賞圏内の10位を走行していたバンドーンだったが、ターン1でペレスにインを刺され曲がりきれずにクラッシュ。マクラーレンも2台リタイアに終わった。71周目、ペレスがラスカスでやや強引にクビアトのインに飛び込み接触、クビアトはそのままリタイア、ペレスは入賞圏外の13位まで順位を落とし、76周目にファステストラップを記録するも順位は変わらず、連続入賞は15でストップした。
首位のベッテルはライコネンに3秒の差をつけて優勝し、今シーズン3勝目を飾った。ドライバーズチャンピオンを争うハミルトンは7位に終わり、ベッテルとハミルトンのポイント差は25に広がった。コンストラクターズランキングはフェラーリがメルセデスを再び逆転した。ハースはチーム初のダブル入賞。開幕から続いていたフォース・インディアのダブル入賞は途切れ、今季初のノーポイントに終わった。シーズンを通じチームとして入賞できなかったのはモナコのみである。

### 結果
| Pos.   | No. | ドライバー                 | コンストラクター                | 周回数 | タイム/リタイア | Grid | Pts. |
| ------ | --- | -------------------------- | ------------------------------- | ------ | --------------- | ---- | ---- |
| 1      | 5   | セバスチャン・ベッテル     | フェラーリ                      | 78     | 1:44:44.340     | 2    | 25   |
| 2      | 7   | キミ・ライコネン           | フェラーリ                      | 78     | +3.145          | 1    | 18   |
| 3      | 3   | ダニエル・リカルド         | レッドブル-タグ・ホイヤー       | 78     | +3.745          | 5    | 15   |
| 4      | 77  | バルテリ・ボッタス         | メルセデス                      | 78     | +5.517          | 3    | 12   |
| 5      | 33  | マックス・フェルスタッペン | レッドブル-タグ・ホイヤー       | 78     | +6.199          | 4    | 10   |
| 6      | 55  | カルロス・サインツ         | トロ・ロッソ                    | 78     | +12.038         | 6    | 8    |
| 7      | 44  | ルイス・ハミルトン         | メルセデス                      | 78     | +15.801         | 13   | 6    |
| 8      | 8   | ロマン・グロージャン       | ハース-フェラーリ               | 78     | +18.150         | 8    | 4    |
| 9      | 19  | フェリペ・マッサ           | ウィリアムズ-メルセデス         | 78     | +19.445         | 14   | 2    |
| 10     | 20  | ケビン・マグヌッセン       | ハース-フェラーリ               | 78     | +21.443         | 11   | 1    |
| 11     | 30  | ジョリオン・パーマー       | ルノー                          | 78     | +22.737         | 16   |      |
| 12     | 31  | エステバン・オコン         | フォース・インディア-メルセデス | 78     | +23.725         | 15   |      |
| 13     | 11  | セルジオ・ペレス           | フォース・インディア-メルセデス | 78     | +49.089 1       | 7    |      |
| 14†    | 26  | ダニール・クビアト         | トロ・ロッソ                    | 71     | 接触ダメージ    | 9    |      |
| 15†    | 18  | ランス・ストロール         | ウィリアムズ-メルセデス         | 71     | ブレーキ        | 17   |      |
| Ret    | 2   | ストフェル・バンドーン     | マクラーレン-ホンダ             | 66     | アクシデント    | 12   |      |
| Ret    | 9   | マーカス・エリクソン       | ザウバー-フェラーリ             | 63     | アクシデント    | 19   |      |
| Ret    | 22  | ジェンソン・バトン         | マクラーレン-ホンダ             | 57     | 接触ダメージ 2  | PL   |      |
| Ret    | 94  | パスカル・ウェーレイン     | ザウバー-フェラーリ             | 57     | 接触 3          | 18   |      |
| Ret    | 27  | ニコ・ヒュルケンベルグ     | ルノー                          | 15     | ギアボックス    | 10   |      |
| ソース |     |                            |                                 |        |                 |      |      |

ファステストラップ
- セルジオ・ペレス（フォース・インディア） 1:14.820（76周目）

ラップリーダー
- キミ・ライコネン (Lap 1-33)
- セバスチャン・ベッテル (Lap 34-78)

追記
- † 印はリタイアだが、90%以上の距離を走行したため規定により完走扱い。
- ^1 - ペレスはクビアトとの接触を引き起こしたため、レースタイムに10秒加算ペナルティ（順位変動なし）とペナルティポイント2点が科された[28]
- ^2 - バトンはウェーレインとの接触を引き起こしたため、次回出場時に3グリッド降格とペナルティポイント2点が科された[29]
- ^3 - ウェーレインはアンセーフリリースのため5秒ペナルティ[30]

## 第6戦終了時点のランキング
|  | 順位 | ドライバー             | ポイント |
|  | ---- | ---------------------- | -------- |
|  | 1    | セバスチャン・ベッテル | 129      |
|  | 2    | ルイス・ハミルトン     | 104      |
|  | 3    | バルテリ・ボッタス     | 75       |
|  | 4    | キミ・ライコネン       | 67       |
|  | 5    | ダニエル・リカルド     | 52       |

|   | 順位 | コンストラクター                | ポイント |
| - | ---- | ------------------------------- | -------- |
| 1 | 1    | フェラーリ                      | 196      |
| 1 | 2    | メルセデス                      | 179      |
|   | 3    | レッドブル-タグ・ホイヤー       | 97       |
|   | 4    | フォース・インディア-メルセデス | 53       |
|   | 5    | トロ・ロッソ                    | 29       |

- 注：ドライバー、コンストラクター共にトップ5のみ表示。